# روبلین (لوئیزیانا)
روبلین (به انگلیسی: Robeline) شهری در ایالت لوئیزیانا کشور ایالات متحده آمریکا است که جمعیت آن در سرشماری سال ۲۰۱۰ میلادی، ۱۷۴ نفر بوده‌است.